# 1993 GB1
1993 GB1 är en asteroid i huvudbältet som upptäcktes den 15 april 1993 av den amerikanske astronomen Henry E. Holt vid Palomarobservatoriet.